# Región Citrícola
La Región Citrícola es una de las regiones del estado de Nuevo León (México) comprendida por los municipios de Allende, Hualahuises, General Terán, Linares, Montemorelos y Rayones.
La Región Citrícola, está situada cerca de la Sierra Madre Oriental, y es favorecida por un ecosistema con paisajes verdes y floridos, así como un clima semicálido y una precipitación pluvial media anual de aproximadamente 1000 mm. Gracias a ello, prospera el cultivo de cítricos: específicamente, los de la naranja, el limón y la toronja.

## Historia y demografía
La región citrícola tiene una población de 253.467 habitantes, que representa el 5,4% de la población del estado, y una superficie territorial de 7.209 km², y representa el 11,10% de la superficie de Nuevo León.
La población indígena fue eliminada por los primeros colonizadores europeos, como resultado, la región fue habitada al menos un 95% por europeos (españoles, franceses, italianos y alemanes), siendo una región con una población compuesta casi totalmente por europeos en la época de la Nueva España. 
La región se caracteriza por tener una de las mayores poblaciones blancas del país, una tendencia que se sigue manteniendo desde la época de la Nueva España. La mayoría de los habitantes de la región tienen ascendencia europea, principalmente italiana, francesa y española. 
La región tiene una población blanca en su mayoría, que se estima es del 96%, y unas comunidades numerosas de inmigrantes europeos, principalmente de españoles provenientes de las comunidades autónomas Aragón y Asturias, e italianos provenientes de la región de romaña.

## Arquitectura
La arquitectura de la región es europea, que se refleja en sus calles y principalmente en sus estructuras antiguas, como el templo San Pedro Apóstol en Allende, los municipios son los típicos pueblos de México con una plaza de armas y su kiosco.
La región cuenta con casas antiguas construidas en el siglo XX. Los materiales básicos para la construcción eran sillar de caliche. Las casas son de amplios cuartos y techos elevados cubiertos de terrados. Los patios interiores estaban frecuentemente sombreados por árboles, zonas muy similares a los pueblos de Italia. Además de las típicas cabañas en los municipios de Allende y Montemorelos. 
- Datos: Q6104156